# Vsevolojsk
Vsevolojsk este un oraș și centrul administrativ al districtului Vsevolozhsky din regiunea Leningrad, Rusia, situat pe istmul Carelia, la 24 de kilometri est de Sankt Petersburg.
Numele orașului vine de la producătorul Vsevolojski. În 1941–1944, drumul vital care leagă Leningradul asediat de restul Uniunii Sovietice, Drumul Vieții, a trecut prin oraș. În prezent, o parte considerabilă a populației din Vsevolojsk face naveta la Sankt Petersburg pentru muncă, ceea ce este facilitat de construcția pe scară largă a clădirilor de apartamente în oraș.